# إميليو فرنانديز
اميليو فرنانديز (بالإسبانية: Emilio Fernández)‏ (و. 1904 – 1986 م) هو ممثل، ومخرج سينمائي، وكاتب سيناريو، وعسكري، وممثل أفلام، من المكسيك، ولد في ولاية كواهويلا، توفي في مدينة مكسيكو، عن عمر يناهز 82 عاماً بسبب نوبة قلبية.

## وصلات خارجية
- إميليو فرنانديز على موقع IMDb (الإنجليزية)
- إميليو فرنانديز على موقع الموسوعة البريطانية (الإنجليزية)
- إميليو فرنانديز على موقع ألو سيني (الفرنسية)
- إميليو فرنانديز على موقع أول موفي (الإنجليزية)
- إميليو فرنانديز على موقع قاعدة بيانات الأفلام السويدية (السويدية)
- إميليو فرنانديز على موقع قاعدة بيانات الفيلم (الإنجليزية)
- إميليو فرنانديز على موقع كينوبويسك (الروسية)